# Vilassar de Mar
Vilassar de Mar – miasto i gmina w Hiszpanii, w Katalonii, w powiecie Maresme. Mieszka w nim 19.051 osób (2006).
Urodził się tutaj Rubi, hiszpański trener i piłkarz, grający na pozycji pomocnika.